# 田老町
田老町（たろうちょう）は、岩手県下閉伊郡に置かれていた町である。2005年（平成17年）に宮古市と合併して廃止された。

## 沿革
- 1889年（明治22年）4月1日 - 町村制が施行され、田老村・乙部村・末前村・摂待村が合併して東閉伊郡田老村が発足。
- 1896年（明治29年）6月15日 - 明治三陸地震で発生した高さ14.6mの津波が襲い1859人が死亡[1][2]。
- 1897年（明治30年）4月1日 - 郡の統合により北閉伊郡・中閉伊郡・東閉伊郡が合併して下閉伊郡が発足[3]。これにより東閉伊郡田老村から、下閉伊郡田老村となる。
- 1933年（昭和8年） 3月3日 - 昭和三陸地震による大津波では911人が死亡[1][2]。
- 1944年（昭和19年）3月10日 - 町制施行により田老町となる。
- 1958年（昭和33年）3月 - 最初の海抜10m超の防潮堤が完成。その後も増設を続ける。
- 1960年（昭和35年）5月24日未明 - チリ地震による大津波が襲来したが、防潮堤には到達せず、被害は皆無だった。
- 1961年（昭和36年）5月28日 - 新里村から始まった大規模な山火事が町内へ延焼。田老鉱山の鉱山住宅448棟のほか青野滝、摂待、樫内、小堀内、三本木、新田の463棟が全焼するなどの被害[4]。
- 1964年（昭和39年） - 村章を制定する[5]。
- 1979年（昭和54年）長さ2433m、海抜10mの防潮堤が完成[1]。
- 2005年（平成17年）6月6日 - 新里村とともに宮古市と合併し、新制の宮古市の一部となる。
- 2011年（平成23年）3月11日 - 東北地方太平洋沖地震による大津波で旧町域に当たる田老地区で大きな被害が発生。第二防波堤の一部が破壊された。

## 町役場
旧田老町役場の庁舎は1971年（昭和46年）に完成した。鉄骨3階で延べ床面積2347平方メートル。2005年（平成17年）の宮古市への合併に伴い宮古市田老総合事務所となった。
なお、庁舎は2011年3月11日の東日本大震災でも浸水を免れ約200人が避難した。2020年（令和2年）5月の田老総合事務所の新庁舎移転に伴い閉所した。建物は解体され跡地には津波資料館が建設される予定である。

## 田老の防潮堤
田老は「津波太郎（田老)」の異名を付けられるほど古くから津波被害が多く、江戸時代初期の1611年に起きた慶長三陸地震津波で村がほとんど全滅したとの記録がある。1896年（明治29年）の明治三陸津波では、県の記録によると田老村（当時）の345戸が一軒残らず流され、人口2248人中83%に当たる1867人が死亡したとある。生存者は出漁中の漁民や山仕事をしていた者がほとんどであった。津波後、村では震災義援金で危険地帯にある全集落を移動することにした。しかし工事にかかったところで、義援金を村民に分配しないで工事に充てることの是非や工事の実効性に村民から異論が続出し移転計画は中断を余儀なくされた。そして結局、元の危険地帯に再び集落が作られた。
1933年（昭和8年）の昭和三陸津波による田老村の被害は、559戸中500戸が流失し、死亡・行方不明者数は人口2773人中911人（32%）、一家全滅66戸と、またしても三陸沿岸の村々の中で死者数、死亡率ともに最悪であった。東大教授・今村明恒博士ら学者の助言に基づいて当時の内務省と県当局がとりまとめた復興策の基本は集落の高所移転、すなわち「今次並びに明治二十九年に於ける浸水線以上の高所に住宅を移転」することであり、また移転のための低利の宅地造成資金貸付などの措置もとられた。
田老は当時としては規模の大きな村で、全村移転は敷地確保が難しく、周囲に適当な高台もなかった。海岸から離れては主要産業の漁業が困難になるという問題もあった。そこで当時の村長・関口松太郎以下、村当局が考え出した復興案は高所移転ではなく、防潮堤建造を中心にした計画であった。費用は大蔵省から被災地高所移転の宅地造成貸付資金を借入して防潮堤工事に充てることとした。

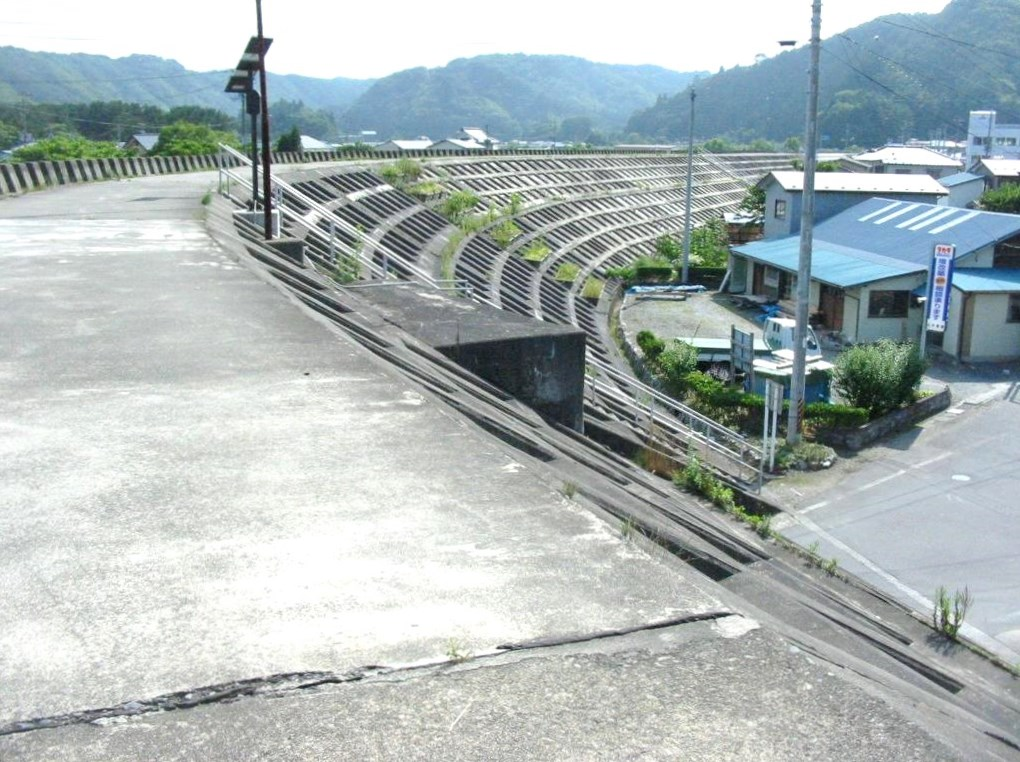
家々を取り囲むように、避難路でもある防潮堤が存在していた。
（2007年の撮影）

第一期工事は1934年（昭和9年）に開始された。高台移転案を基本とし、当初は難色を示した国と県も交渉の結果費用負担に同意し、2年目からは全面的に国と県が工費を負担する公共事業になり、建設は順調に進むかと思われた。しかし日中戦争の拡大に伴い資金や資材が枯渇、1940年（昭和15年）には工事が中断する。戦後、町をあげて関係官庁への陳情を繰り返した結果、1954年（昭和29年）に14年ぶりに工事が再開され、4年後の1958年（昭和33年）には工事が終了し、起工から24年を経て全長1350m、基底部の最大幅25m、地上高7.7m、海面高さ10m という大防潮堤が完成した。その後も増築が行われ、実に起工半世紀後の1966年（昭和41年）に最終的な完成を見た。総工事費は1980年当時の貨幣価値に換算して約50億円に上り、総延長2433mのX字型の巨大な防潮堤が城壁のように市街を取り囲む壮大な防潮堤であった。
1960年（昭和35年）に襲来したチリ地震津波では、三陸海岸の他の地域で犠牲者が出たが、本地域での津波の高さは僅か3.5mであり、堤防には達しなかった。しかし翌日の報道では、堤防が功を奏して田老地区の被害は軽微にとどまったとされ、これを機に防潮堤への関心が高まり、海外からも視察団がやって来るなど田老町の防潮堤は国内のみならず、世界の津波研究者の間でも注目される存在になった。昭和三陸津波70周年に当たる2003年（平成15年）3月、町は「災禍を繰り返さない」と誓い、「津波防災の町」を宣言して記念の石碑を設置した。同地区出身の田畑ヨシによる「津波てんでんこ」の紙芝居活動をはじめとする児童への防災教育や、年一回の避難訓練にも力を入れ「防災の町」として全国的にも有名であった。その後、2005年に田老町は宮古市に編入され、消滅した。
2011年3月11日の東日本大震災の影響に伴い発生した津波は、午後3時25分に田老地区に到達した。海側の防潮堤は約500メートルにわたって一瞬で倒壊し、市街中心部に進入した津波のため地区では再び大きな被害が発生した。目撃証言によると「津波の高さは、堤防の高さの倍あった」という。市街は全滅状態となり、地区の人口4434人のうち200人近い死者・行方不明者を出した。「立派な防潮堤があるという安心感から、かえって多くの人が逃げ遅れた」という証言もある。震災から半年後の調査では、住民の8割以上が市街の高地移転に賛同しているという。
その後、隣接する田老三王地区の山を切り開き、旧市街地にあった消防署や保育所、駐在所などが全面移転され、最大230世帯630人が暮らす事の出来る「三王団地」が造成された。
様々な議論があった中、旧防潮堤のうち残った1kmについては沈下した部分を嵩上げした上で2線堤として2017年3月に竣工し、さらに2021年3月には高さ14.7m、総延長1.2kmの1線堤が新たに完成した。

## 名所・旧跡

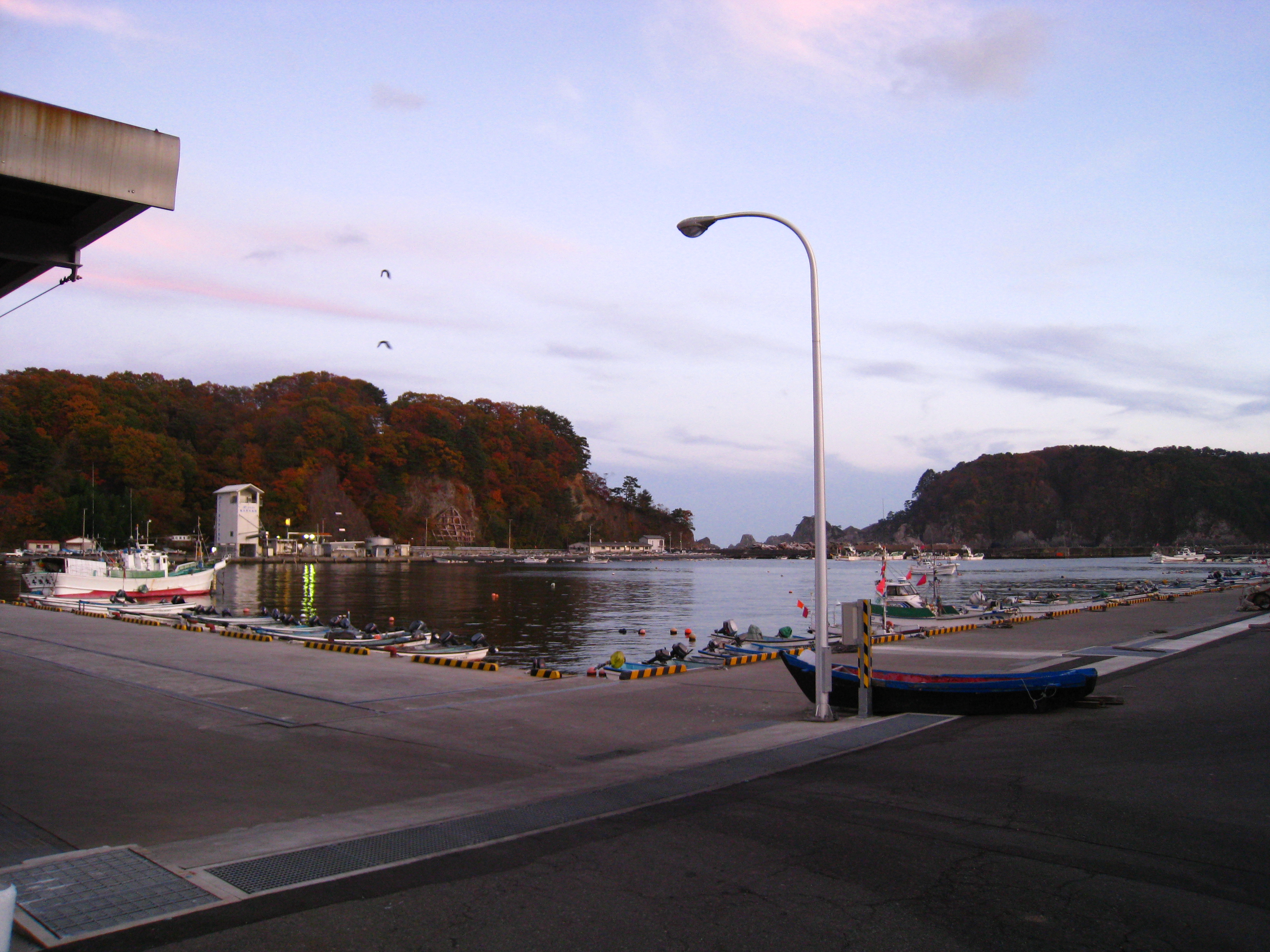
田老港（2008年当時）

- 三王岩[10] 津波に耐え現存するが、現場に降りる遊歩道が流され遠方からしか見ることができない
- 真崎海岸
- 佐賀部
- 防潮堤

## 姉妹都市
- 松尾村 (岩手県)
  - 1986年（昭和61年）10月1日姉妹都市提携

## 交通
- 三陸鉄道
  - 北リアス線：田老駅 - 摂待駅

現在は旧町域に新田老駅が存在するが、当時は未開業。